# Valeri Baturo
Valeri Baturo (né le 3 février 1970) est un coureur cycliste soviétique. Il a notamment été champion du monde de poursuite par équipes amateurs en 1990.

## Palmarès sur piste

### Jeux olympiques
- Barcelone 1992
  - 6e de la poursuite par équipes

### Championnats du monde
- Maebashi 1990
  -  Champion du monde de poursuite par équipes (avec Evgueni Berzin, Dmitri Nelyubin et Alexander Gontchenkov)
  -  Médaillé d'argent de la poursuite individuelle

## Palmarès sur route
- 1993
  - 1re étape du Rapport Toer
- 1994
  - 8e étape du Tour de l'Algarve